# 男湯2
『男湯2』（おとこゆつー）は、「イイ男」をテーマに2003年11月8日にフジテレビで放送された深夜枠の単発ドラマ。同年5月3日に放送された『男湯』の続編である。

## 出演
- 小池永一：瑛太
- 馬場春臣：佐藤隆太
- 榎本隆史：小栗旬
- 内田茂三：藤沢大悟
- 松浦美奈：相武紗季
- 商店街の会長：志賀廣太郎
- 野口俊介：山田誠吾
- 森脇英理子
- 梅宮万紗子

## スタッフ
- 脚本：坂元裕二
- 演出：永山耕三
- 制作：フジテレビ

| スタブアイコン | サブスタブ | この項目は、まだ閲覧者の調べものの参照としては役立たない、テレビ番組に関連した書きかけの項目です。この項目を加筆・訂正などしてくださる協力者を求めています（P:テレビ/PJ:放送または配信の番組）。 |